# Казалине ди Сото I (Виченца)
Казалине ди Сото I је насеље у Италији у округу Виченца, региону Венето.
Према процени из 2011. у насељу је живело 55 становника. Насеље се налази на надморској висини од 83 м.